# Matti Yrjänä Joensuu
Matti Yrjänä Joensuu, född 31 oktober 1948 i Helsingfors, död 4 december 2011 i Valkeakoski, var en finländsk författare och kriminalpolis. Huvudpersonen i hans polisdeckare är kriminalöverkonstapel Timo Harjunpää som arbetar på våldsroteln vid kriminalpolisen. Joensuu vann 1975 första pris i en finländsk deckartävling med romanen Väkivallan virkamies (ej översatt till svenska).
Hans böcker ligger som grund för bland annat två polisserier för FST i regi av Åke Lindman, som filmades 1983 och 1985 med dialogen på svenska.